# Priganka
Priganka (rus: Прыганка) és una localitat rural del krai de l'Altai, a Rússia, que el 2016 tenia 903 habitants. Es troba a la riba del riu homònim. Hi ha onze carrers.